# Friedensstraße (Weimar)
Die Friedensstraße in Weimar, vormals Breitenstraße, verläuft vom Stéphane-Hessel-Platz über die Kreuzung mit der Harry-Graf-Kessler-Straße und der Karl-Liebknecht-Straße bis zur Friedensbrücke, wo sie auf den Kirschberg stößt.
Auf sie trifft in dem Bereich der Brühl.

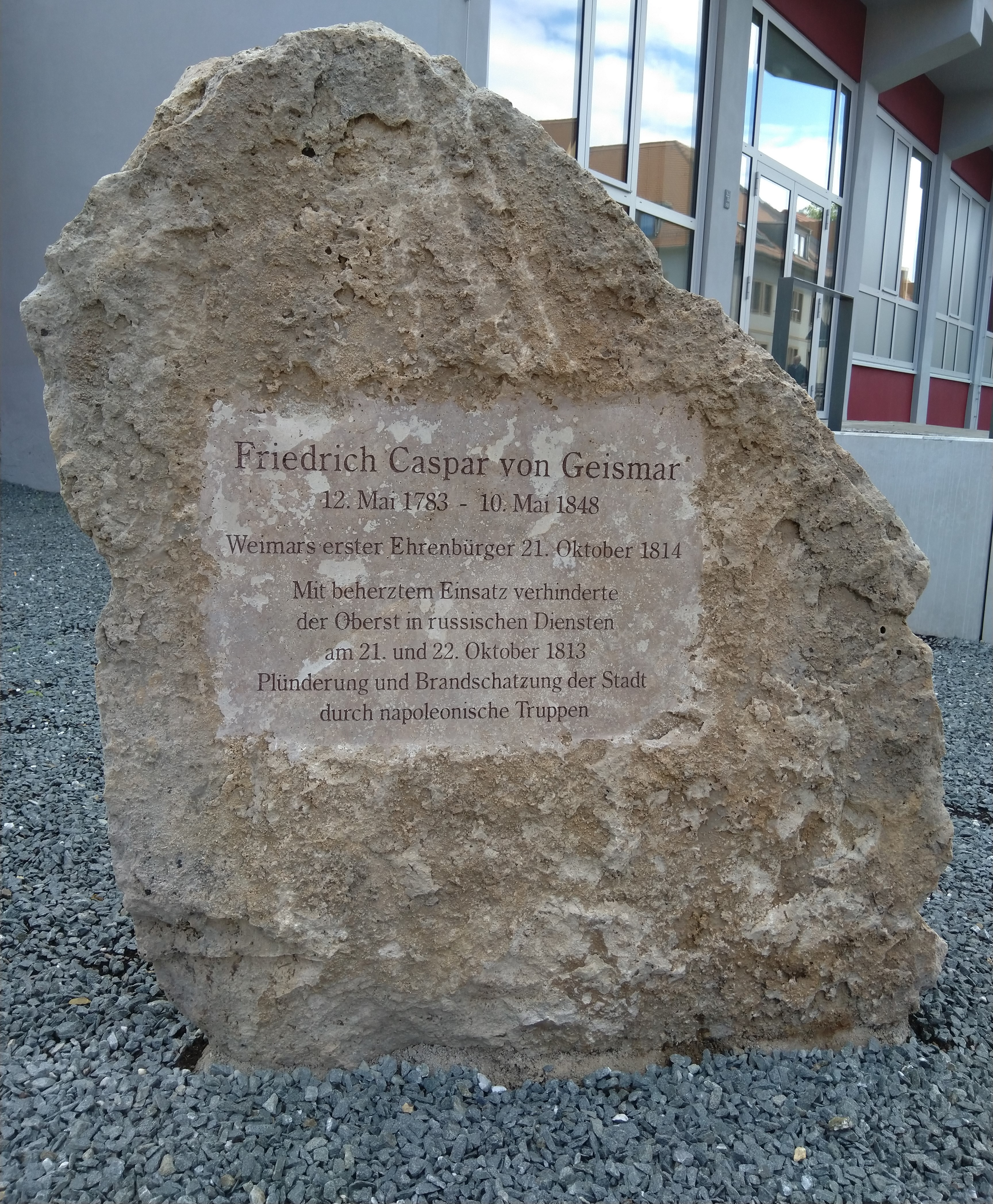
Gedenkstein für Caspar von Geismar (Ecke Friedensstraße/Jakobsplan; Weimar)

Der heutige Straßenverlauf entstand zum großen Teil im direkten Entstehungszusammenhang mit dem Bau des Gauforums, zu dessen Zweck das Asbachtal aufgeschüttet wurde und das den westlichen Teil der Straße bis heute säumt. Ursprünglich waren ehemals die vor dem Großherzoglichen Museum Weimar befindlichen Parkanlagen Teil des Asbach-Grünzugs, der unter August Lehrmann geplant und angelegt wurde. Dieser und auch die an der damaligen Breitenstraße liegenden Teile der Jakobsvorstadt mussten dem Bau des Gauforums weichen. Im östlichen Teil der Friedensstraße sind jedoch auch ältere Gebäude der alten Jakobsvorstadt erhalten.
Für den Verkehr in Weimar hat die Friedensstraße und damit die Friedensbrücke eine große Bedeutung. Außerdem ist sie abschnittsweise Teil der Bundesstraße 7. Die Friedensstraße, die auch die  Friedrich-Ebert-Straße kreuzt, trifft auch im Bereich der Kegelbrücke auf das Goethe- und Schiller-Archiv und damit auf die Jenaer Straße 1. Sie wurde zusammen mit der Friedensbrücke am 6. Juli 1946 offiziell eingeweiht. In der Friedensstraße steht das schmalste Haus Weimars. Außerdem befindet sich hier an der Ecke zur Jakobstraße ein Gedenkstein für Weimars ersten Ehrenbürger Friedrich Caspar von Geismar, der als Oberst in russischen Diensten am 21./22. Oktober 1813 die Plünderung Weimars durch napoleonische Truppen verhinderte.
Die auf die Friedensstraße stoßende Friedensgasse ist nicht nur älter, sondern hat auch einen anderen Entstehungszusammenhang.
Die geraden Hausnummern der Straße stehen auf der Liste der Kulturdenkmale in Weimar (Sachgesamtheiten und Ensembles). Das Weimar Atrium Friedensstraße 1 steht zudem auf der Liste der Kulturdenkmale in Weimar (Einzeldenkmale).
Die Kreuzung mit der Karl-Liebknecht-Straße wurde 1966 und 1984 jeweils umgebaut und hierfür das Vier-Giebel-Haus abgerissen. Der jüngste Umbau betraf den westlichsten Teil der Straße, der 2019 im Zuge der Errichtung des Bauhaus-Museums vom Fahrzeugverkehr entwidmet und Teil des neu geschaffenen Stéphane-Hessel-Platzes wurde.

## Galerie

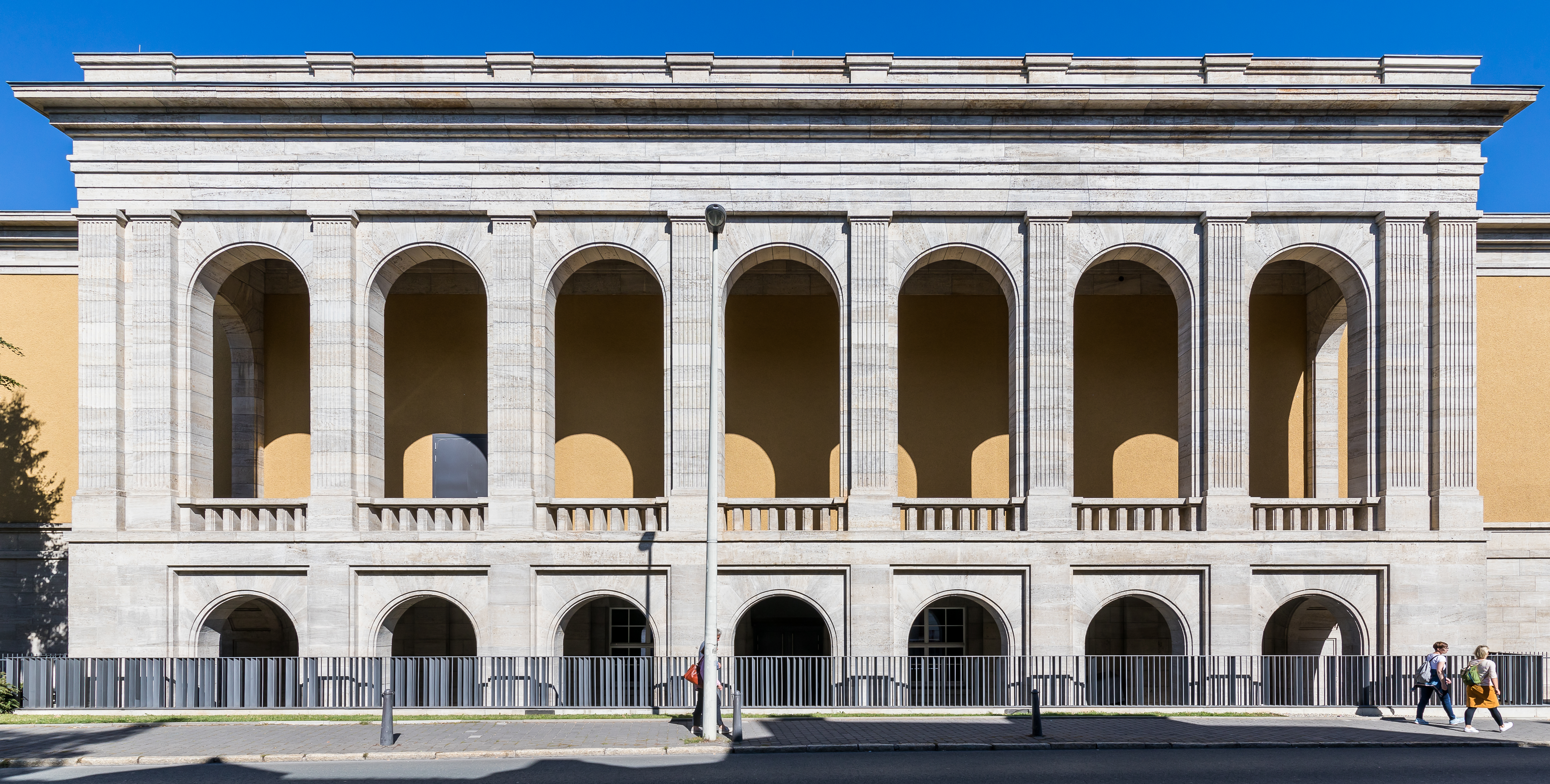
Haus 1 des ehemaligen Gauforums an der Friedensstraße, Mittelrisalit
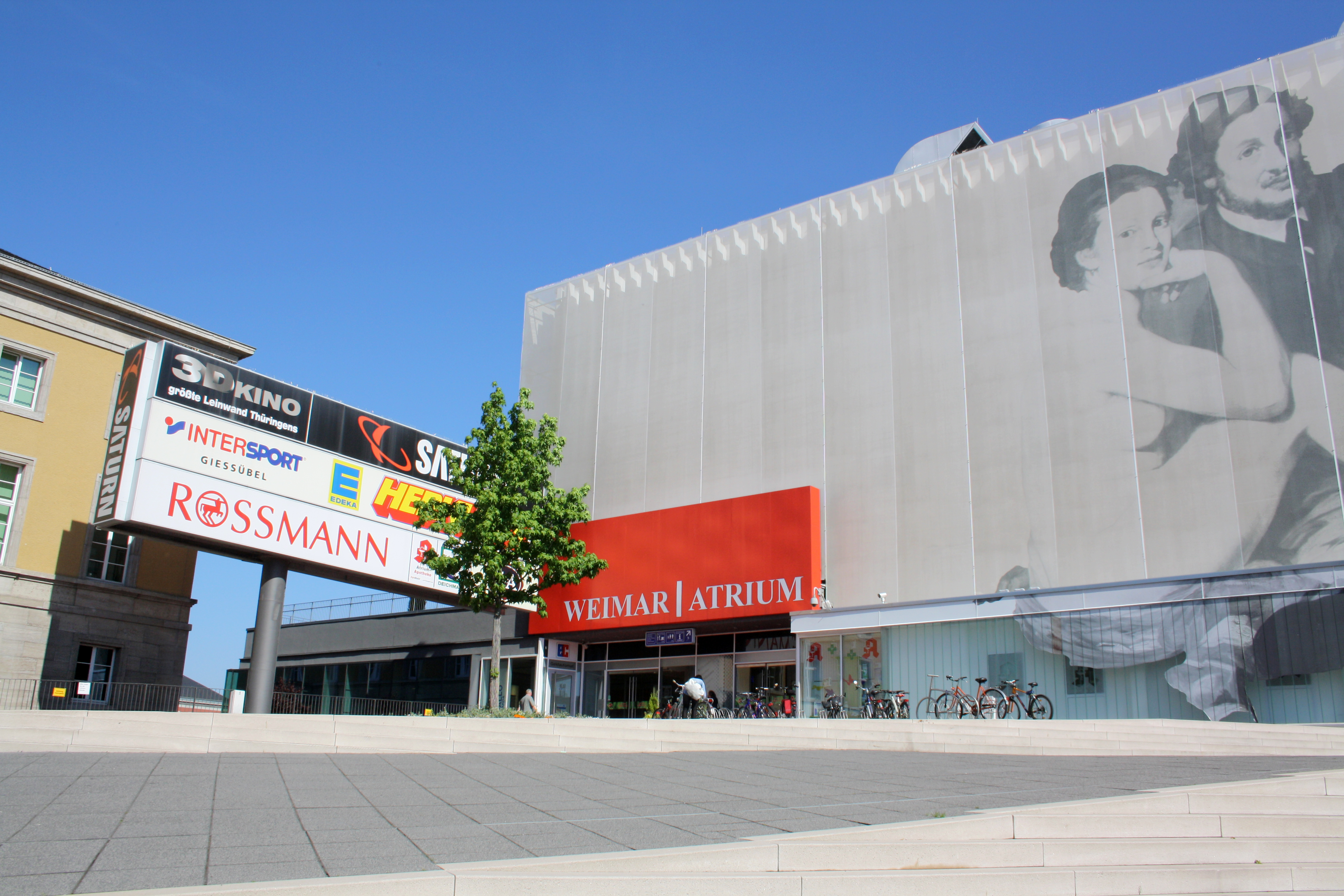
Weimar Atrium, Eingang von der Friedensstraße aus
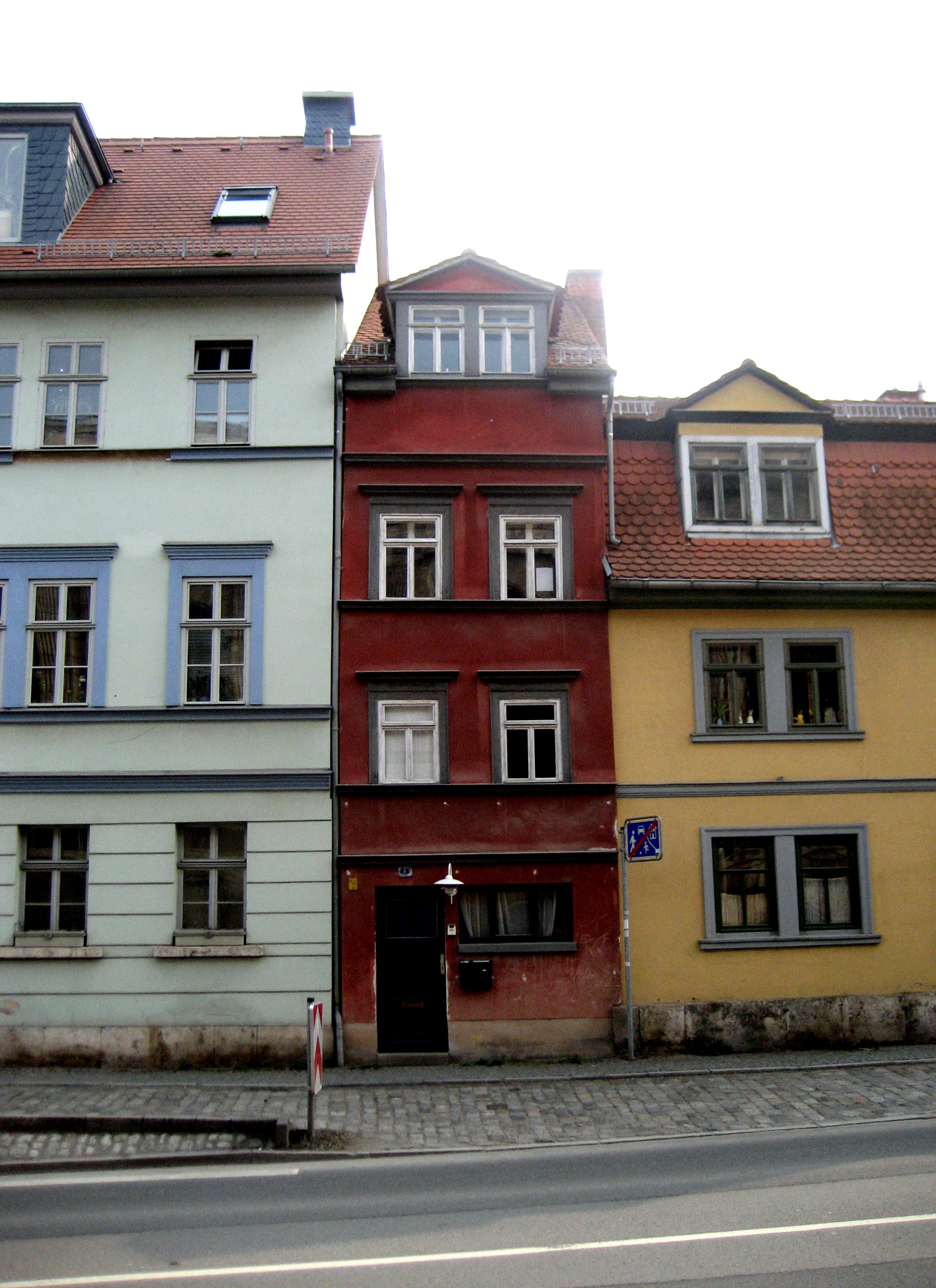
Das schmalste Haus Weimars
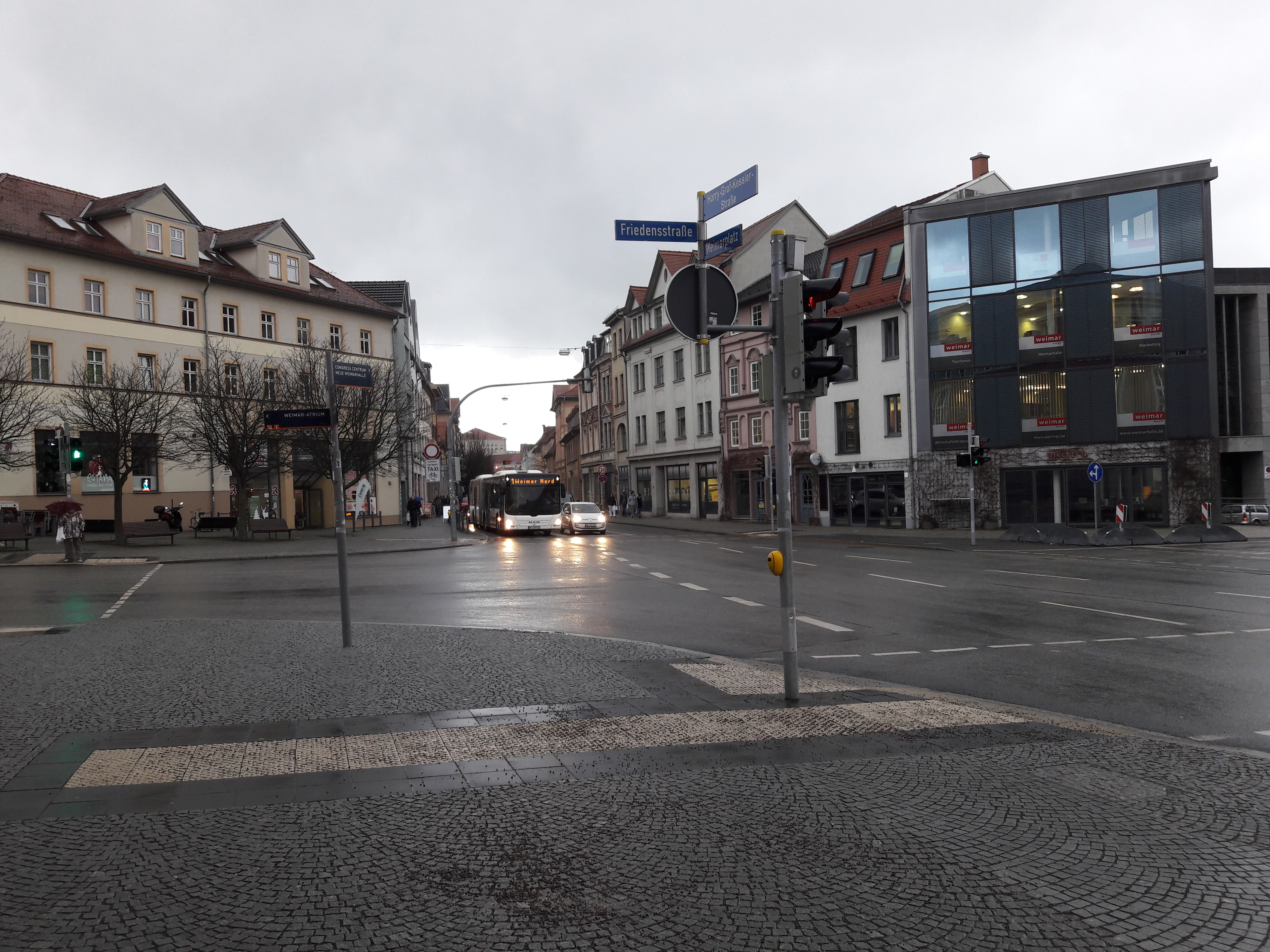
Kreuzung mit der Karl-Liebknecht-Straße und der Harry-Graf-Kessler-Straße
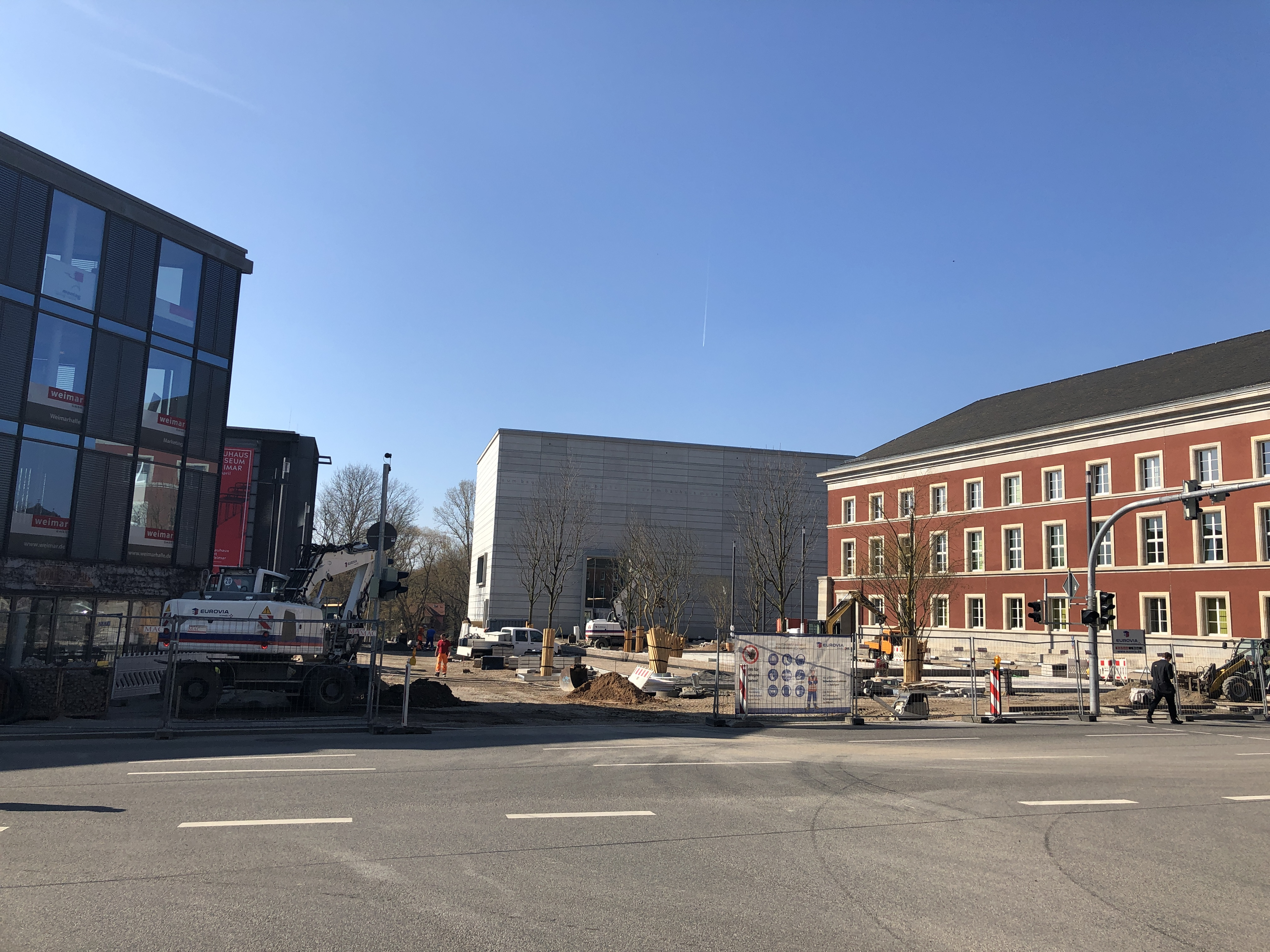
Umbau des westlichsten Teilstücks zum Stéphane-Hessel-Platz (2019)